# Reverzibilna hidroelektrana Bath County
Reverzibilna hidroelektrana Bath County nalazi se u SAD-u, saveznoj državi Virginia, u sjevernom kutku Bath županije. Smještena je u kolijevci robusnih Allegheny Mountains te ponosno nosi epitet najmoćnije reverzibilne hidroelektrane na svijetu s trenutnom instaliranom snagom turbina od 2772 MW, pritom opskrbljujući električnom energijom tisuće domova i tvrtki širom 6 saveznih država.
RH (Reverzibilna hidroelektrana) Bath County puštena je u pogon 1985. godine te je u zajedničkom vlasništvu Dominion Generation-a (60%) i Allegheny Power System-a (40%). Upravljana je od strane Dominion-a., a proglašena je kao jedno od najboljih inženjerskih dostignuća 1985. godine Sjedinjenih Američkih Država. Izgradnja je stajala 1,6 milijarda dolara, s vršnom snagom turbina od 2100 MW. Kasnije, 2004. godine je obnovom hidroelektrane snaga povećana na današnju vrijednost.

### Način rada
Reverzibilna hidroelektrana sastoji se od 3 primarne komponente: donji izvor vode, gornji izvor vode i stanica za proizvodnju električne energije. Donji izvor vode može biti potok ili rijeka, a gornji je obično spremnik (jezero). Kod RH Bath County oba izvora su spremnici. Razlika u nadmorskoj visini između spremnika je 380 m. Ti spremnici su bili napunjeni potocima Back Creek i Little Back Creek. Iako ti potoci danas imaju mali protok dovoljni su da snadbiju nedostatak vode koji ispari tijekom godine iz oba spremnika. Tijekom noći kada je mala potreba za električnom energijom od drugih elektrana, velike turbine ove hidroelektrane pretvaraju se u pumpe te pumpaju vodu iz donjeg spremnika u gornji. Preko dana kada ostale  elektrane trebaju pomoć da izjednače zahtjeve u dobavi električnom energijom, voda se pušta iz gornjeg spremnika, preko turbina te se na taj način proizvodi električna struja. Ukupna iskoristivost procesa RH Bath County je 79 %.

### Tehnički podaci
- Instalirana snaga: 2772 MW                                        Slika 1: Izgled hidrocentrale
- Licenca izdana: ožujak, 1977.
- Puštena u pogon: prosinac 1985.
- Brana donjeg spremnika: 
  - Visina: 41 m
  - Duljina: 732 m
  - Brana sadrži 3,1 milijuna m3 zemlje i kamena
- Donji spremnik:
  - Površina: 2,25 km2
  - Voda varira 18 m u visini tijekom rada hidroelektrane
- Brana gornjeg spremnika:                                        Slika 2: Postrojenje hidroelektrane
  - Visina: 140 m
  - Duljina: 671 m
  - Brana sadrži 13,8 milijuna m3 zemlje i kamena
- Gornji spremnik: 
  - Površina: 1,07 km2
  - Voda varira 32 m u visini tijekom rada hidroelektrane
- Vodeni tok:
  - Pumpanje – 801 m3/min
  - Proizvodnja struje – 852 m3/min
- Turbine: 6 Francisovih turbina svaka snage 462 MW (proizvedene u Allis-Chalmers Co.)
- Najveća snaga pumpanja: 642800 ks (479 MW) po jedinici (6 jedinica)[1]

Tuneli koji spajaju gornji i donji spremnik su dugački više od 20 km, 8,7 m u promjeru s cementnim stijenkama debelima od 36 cm do 61 cm. Brzina rotacije turbine/pumpe je 257,1 okr/min bilo u pumpnom načinu rada ili proizvodnji električne energije. Sustav se iz jednog u drugi način može prebaciti u svega nekoliko minuta, a točno 6 minuta mu je potrebno da dođe od nultog do vršnog opterećenja. Ukupna rotirajuća masa svake jedinice je blizu 1000 tona.

### Okoliš
Hidroelektrana je gotovo okružena nacionalnom šumom George Washington National Forest. Pošto zauzima relativno malu površinu zemlje ima malo štetnih utjecaja na okoliš. Tijekom suše spremnici opskrbljuju obližnje potoke vodom kako bi se zadržala bogata populacija ribe.

### Zanimljivosti
- Količina zemlje koja se iskopala da bi se sagradili objekti ove hidroelektrane dovoljna je da se napravi planina 305 metara visoka.
- Korišteno je betona dovoljno za izgradnju 322 km autoceste.
- Video - The Mountain of Power: Bath County Power Station

## Vanjske poveznice
- Dominion Power
- Bath County Pumped Storage Station Home Page  Arhivirana inačica izvorne stranice od 3. siječnja 2012. (Wayback Machine)